# Geostationary Operational Environmental Satellite
|  | Per a altres significats, vegeu «Goes». |

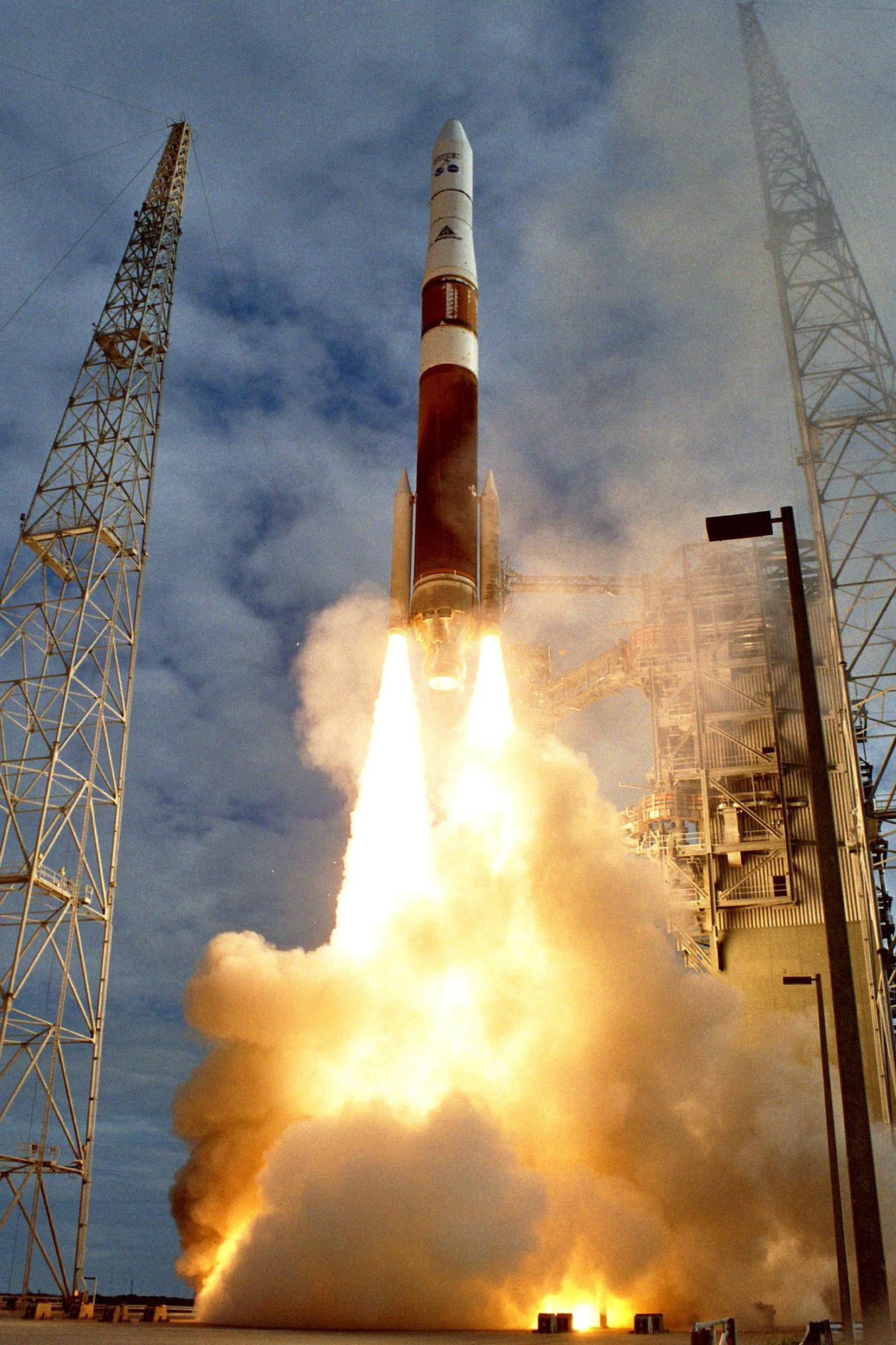
El satèl·lit GOES N va ser llançat en un coet Delta IV des de SLC-37B, Cape Canaveral Air Force Station, Florida

El Geostationary Operational Environmental Satellite (o bé en català satèl·lit geoestacionari ambiental operacional, o GOES abreujat en anglès), és un sistema de satèl·lits meteorològics nord-americans operats per l'agència National Environmental Satellite, Data, and Information Service (NESDIS) dels Estats Units. Permet el suport de previsió meteorològica, seguiment de tempestes severes i investigació meteorològica. Els satèl·lits i les estructures terrestres del sistema treballen de manera conjunta per proveir un flux continu de dades ambientals. El National Weather Service (Servei Meteorològic Nacional en català o NWS abreujat en anglès) utilitza el sistema GOES pel control del temps i les operacions de pronòstics pels Estats Units, i els investigadors científics utilitzen les dades per entendre millor la terra, l'atmosfera, l'oceà, i les interaccions del clima.
El sistema GOES utilitza satèl·lits geoestacionaris que—des del llançament del SMS-1 el 1974—han estat un element bàsic del control meteorològic i previsió als EUA.

## Satèl·lits

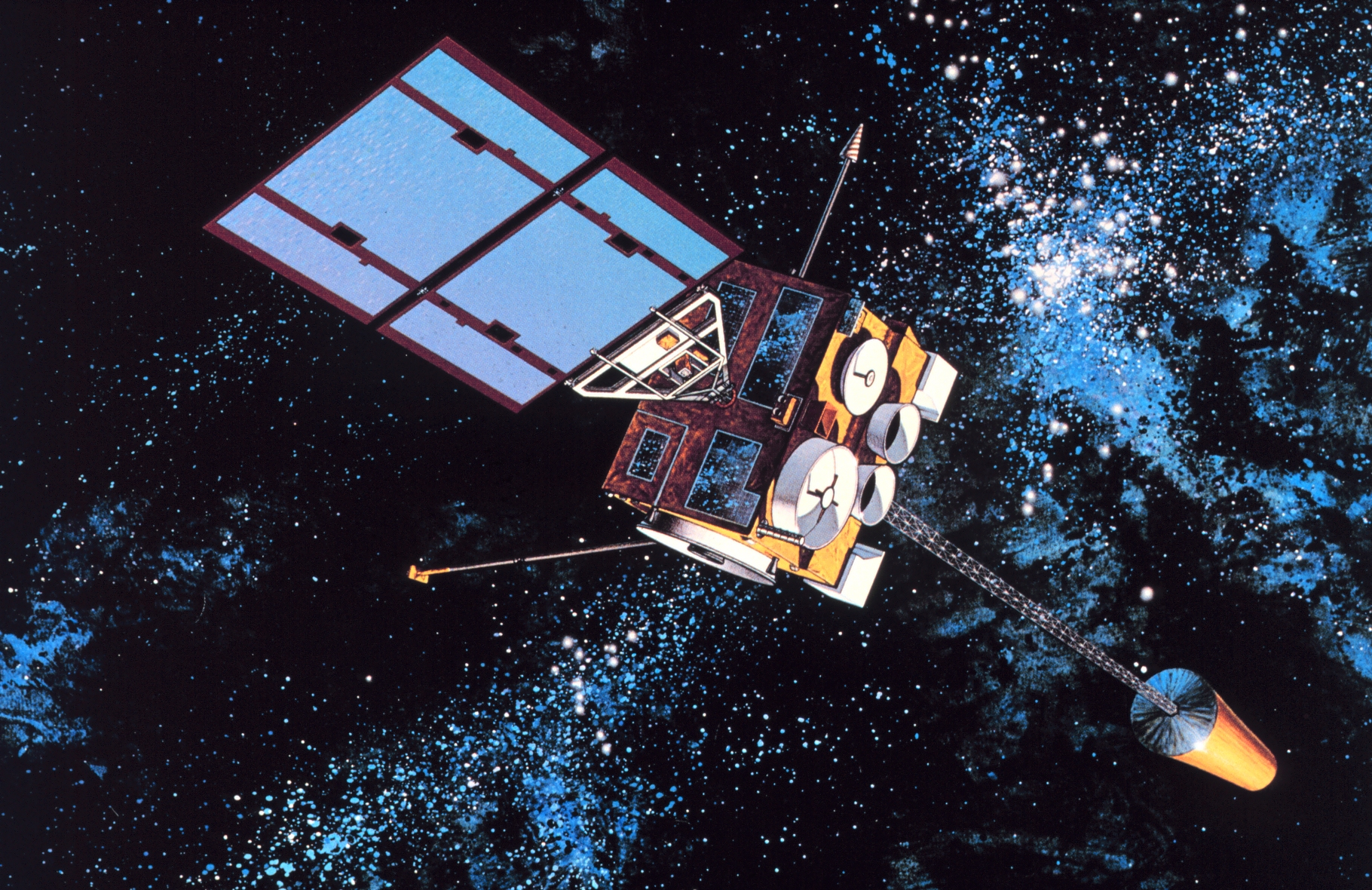
GOES-8, un satèl·lit meteorològic dels Estats Units donat de baixa.

Quatre satèl·lits GOES estan disponibles actualment per al seu ús operacional:
- El GOES-12 es designa GOES-South, actualment es troba a 60°O.[1]
- El GOES 14 es designa GOES-East a causa de les dificultats tècniques amb el GOES-13.[2] Va ser posat en òrbita el 7 de juliol de 2009, es va sotmetre a les proves post-llançament el desembre de 2009 i després es va col·locar en òrbita d'emmagatzematge a 105° O.[3]
- El GOES 15 es designa GOES-West, actualment es troba en 135°O sobre l'oceà Pacífic.[4]

Hi ha diversos satèl·lits GOES que encara estan en òrbita, inactius o en pausa. El GOES-3 ja no s'utilitza per les operacions meteorològiques, però és una part crítica dels enllaços de comunicació entre els Estats Units i l'Estació del Pol Sud Amundsen-Scott. Els satèl·lits geoestacionaris que normalment no es poden veure en absolut pels pols, però requereixen combustible pel manteniment estacionari sobre l'equador. Quan el combustible s'esgota, les pertorbacions solars i lunars augmenten la inclinació del satèl·lit perquè la seva trajectòria comença a descriure una figura de 8 en la direcció nord-sud. En general, s'acaba així la missió principal del satèl·lit. Però quan la inclinació és prou alta, el satèl·lit pot començar a elevar-se per sobre dels horitzons polars en els extrems en forma de 8, com és el cas del GOES-3. Un disc de nou metres va ser construït a l'estació, i la comunicació amb el satèl·lit és possible en l'actualitat per unes cinc hores al dia. El trànsit de dades són del voltant dels 2.048 Mbit/s bidireccionals en condicions òptimes.
El GOES-8 (GOES-East quan estava en operació) es troba en una òrbita d'aparcament, actualment a la deriva sobre el 4°O diàriament. Va ser donat de baixa l'1 d'abril de 2003, i desactivat el 5 de maig de 2004, després de l'error del seu sistema de propulsió.
Es va perdre la comunicació amb el GOES-12 durant 13 dies el 4 de desembre de 2007 quan es va realitzar una maniobra de manteniment. El GOES-11 inicialment va realitzar imatges completes per cobrir les dades perdudes fins que es pogués implementar un pla de contingència. El 5 de desembre de 2007, el GOES-10 va ser traslladat de les operacions de l'Amèrica del Sud per reemplaçar temporalment el GOES-12 com a satèl·lit operacional GOES-EAST. El 9 de desembre, les comunicacions amb el GOES-10 també es van perdre temporalment, però la comunicació es va reprendre a través d'una antena secundària. El GOES-12 es va reactivar amb èxit i va tornar al seu funcionament normal després d'una maniobra d'empenyiment el 17 de desembre. El problema va ser rastrejat descobrint que a una vàlvula d'escapament propulsora, va impulsar el satèl·lit incorrectament. Els procediments d'emergència van ser executats per tallar la vàlvula, i es va activar un impulsador redundant per restaurar la situació del satèl·lit.
El GOES-10 va ser donat de baixa el 2 de setembre de 2009 i va ser reubicat a l'òrbita cementiri. Ja no tenia el combustible per realitzar les maniobres necessàries per al seu manteniment. Es va unir al GOES 8 i 9 que ja es troben en òrbites cementiri. Amb el cessament del GOES-10, el GOES-13 va substituir el GOES-12 com a "GOES-East". El GOES-12 va ser reubicat a 60° O i reprendre l'activitat de l'Amèrica del Sud del GOES-10.
El GOES-11 va patir una error parcial el 6 de desembre de 2011, va ser donat de baixa el 16 de desembre de 2011 i va ser reimpulsat a l'òrbita cementiri. El GOES 15 va ser reubicat a 135° O com a GOES West.
El GOES-13 es troba actualment fora de servei a causa de problemes tècnics. Va ser designat anteriorment com a GOES-East, i actualment es troba a 75°O. Es proporciona la major part de la informació del temps als EUA.

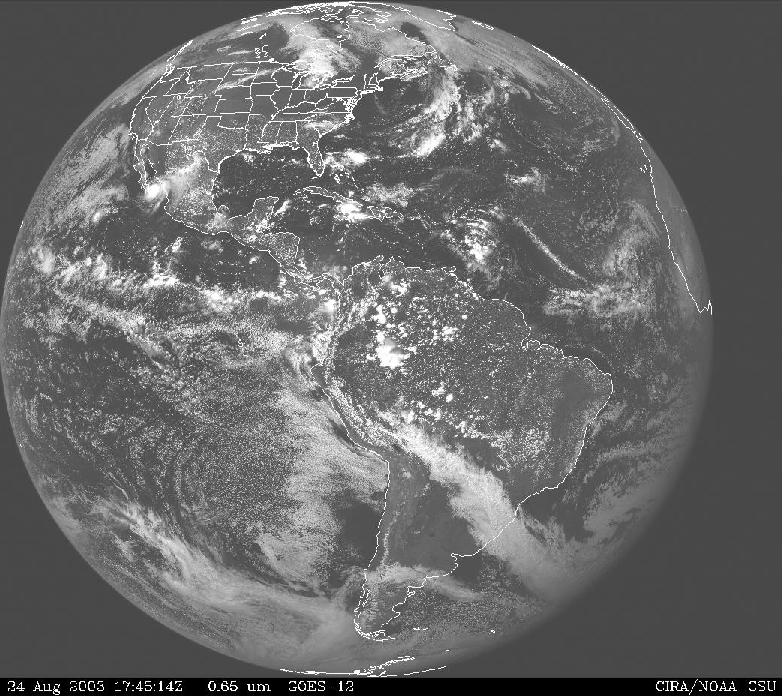
Imatge de l'òptica visible del GOES-12.
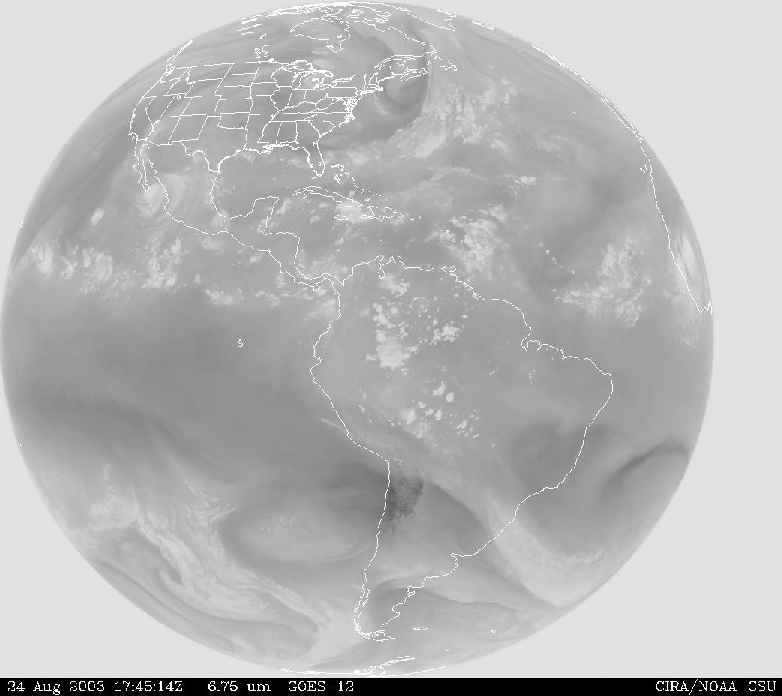
Imatge del vapor d'aigua gràcies al GOES-12.

## Propòsit
Dissenyats per operar en òrbita geoestacionària, 35,790 km sobre la Terra, per tant romanen estacionaris pel que fa a un punt sobre el terreny, la nau espacial avançada GOES I–M veu contínuament els Estats Units continentals, voltants properes als oceans Pacífic i Atlàntic, i Amèrica Central, Amèrica del Sud i el sud del Canadà. El disseny de la nau estabilitzada de tres eixos permet que els sensors "mirin fixament" a la Terra i, per tant, amb més freqüència d'imatges sobre núvols, control de la temperatura superficial i els camps de vapor d'aigua, i analitza l'atmosfera per les seves estructures verticals termals i de vapor. Així, l'evolució de fenòmens atmosfèrics que poden ser estudiats, garantir la cobertura en temps real d'esdeveniments dinàmics de curta durada, especialment severes tempestes locals i ciclons tropicals—dos fenòmens meteorològics que afecten directament a la seguretat pública, protecció de la propietat, i en última instància, la salut i el desenvolupament econòmic. La importància d'aquesta capacitat s'ha exemplificat durant els huracans Hugo (1989) i Andrew (1992).
La sèrie de naus espacials de GOES I–M són les principals plataformes d'observació per a la cobertura d'aquests esdeveniments climàtics dinàmics i l'entorn espacial proper a la Terra en la dècada de 1990 i al segle XXI. Aquestes naus espacials avançada augmenten la capacitat del sistema GOES per observar i mesurar contínuament fenòmens meteorològics en temps real, proporcionant a la comunitat meteorològica i científics de l'atmosfera millorant en gran manera les dades d'observació i mesurament de l'hemisferi occidental. A més de les previsions meteorològiques a curt termini i la vigilància del medi ambient espacial, aquests serveis operatius millorats també augmenten el suport a la investigació en ciències atmosfèriques, models de numèrics de predicció meteorològica, i el disseny de sensor ambientals i el desenvolupament. Les dades es reben a través de l'estació terrestre "Command and Data Acquisition" de la NOAA a Wallops Island, Virgínia Els satèl·lits GOES es controlen des del Satellite Operations Control Center (SOCC) situat a Suitland, Maryland. Durant els esdeveniments significatius del temps o d'un altre tipus, els horaris normals es poden alterar per proporcionar cobertura sol·licitada per la National Weather Service i altres organismes.

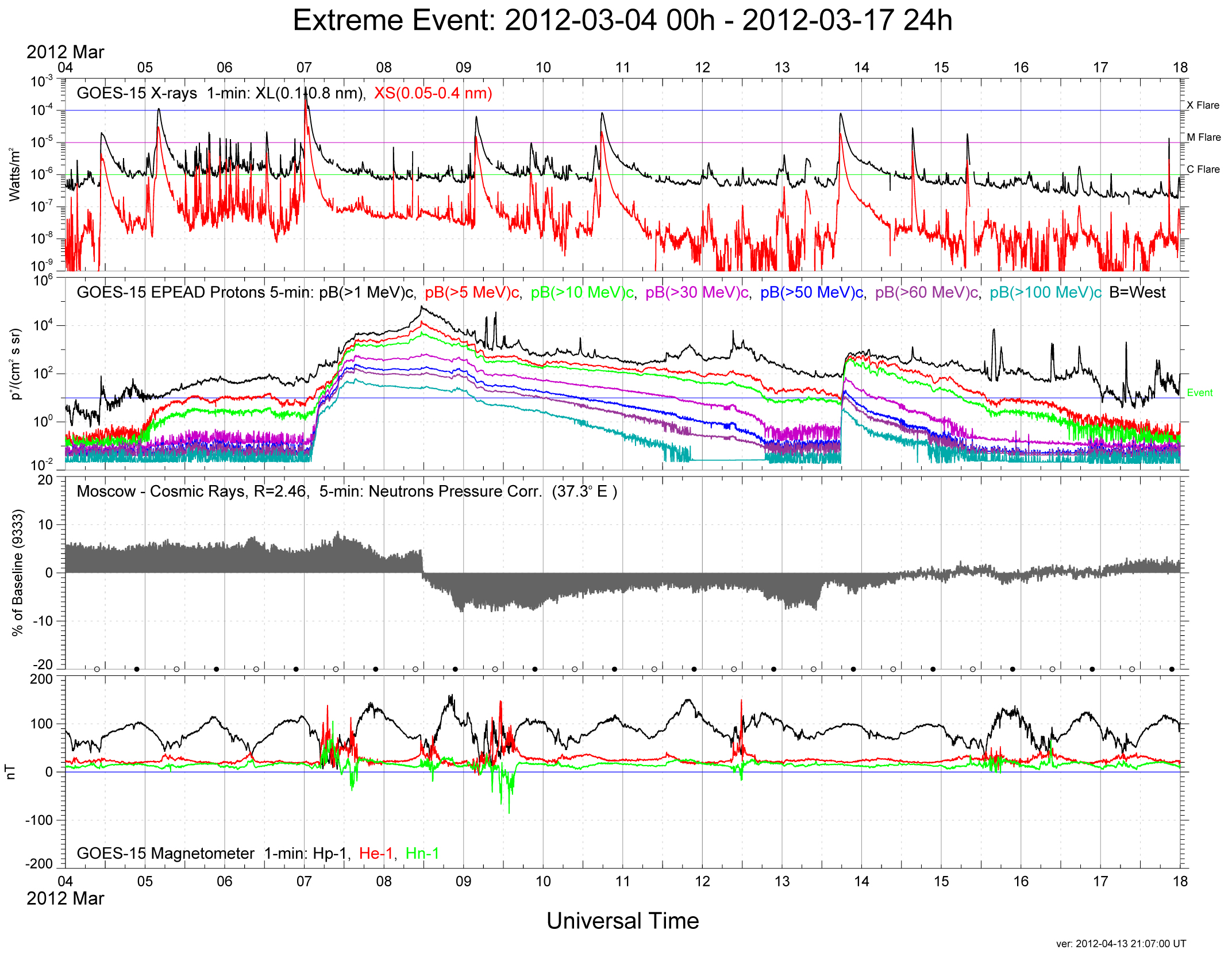
Clima espacial -- Març del 2012.

Les naus GOES també proporcionen una plataforma per als instruments del Solar X-Ray Imager (SXI), i el Space Environment Monitoring (SEM). Les mesures in situ del SEM proporciona l'efecte del sol sobre l'entorn electromagnètic proper a la Terra solar-terrestre, proporcionant dades en temps real a la Space Environment Services Center (SESC). La SESC, com a servei nacional del "clima espacial", reb, controla, i interpreta una àmplia varietat de dades helioterrestres, i informes d'alertes i pronostica esdeveniments especials, com ara les erupcions solars o tempestes geomagnètiques. Aquesta informació és important per al funcionament de les ones de ràdio militars i civils i de la comunicació per satèl·lit i els sistemes de navegació, així com xarxes d'energia elèctrica, i en missions dels exploradors geofísics, astronautes de l'Estació Espacial, aviadors d'alta altitud, i els investigadors científics. El SXI ofereix una alta cadència de vigilància de grans esdeveniments solars que suporta la missió de control del SESC. No obstant això, la unitat SXI en el GOES-12 ha estat inutilitzat per un mal funcionament, i la del GOES-13 va ser danyada per una flamarada solar el 2006.

## Càrrega útil
La missió principal es porta a terme pels instruments primaris de la càrrega útil, els sensors Imager i Sounder. El Imager és un instrument multicanal que detecta energia radiant infraroja i energia solar reflectida visible de la superfície i l'atmosfera de la Terra. El Sounder proveeix de dades de la temperatura atmosfèrica vertical i perfils d'humitat, superfície i temperatures dels núvols superiors, i distribució de l'ozó.
Els altres instruments a bord de la nau espacial és tot el seguit de tecnologies de recollida i enviament de les dades meteorològiques, i el control del clima espacial. Aquest últim consta d'un magnetòmetre, un sensor de raigs X, un detector de protons i partícules alfa d'alta energia, i un sensor de partícules energètiques, tots utilitzats per un control in-situ de l'entorn espacial proper a la Terra. Els satèl·lits de la sèrie 12 i superior també transporten un Solar X-ray Imager (SXI) utilitzat per a la formació d'imatges de dues dimensions del Sol. La sèrie de GOES 13 al 15 també tenen un sensor solar extrem ultraviolat.

Logotip invertible del GOES dissenyat per Space Systems/Loral per Scott Kim

A més, els satèl·lits GOES transporten una radiobalisa d'emergència (o bé en anglès Emergency Position-Indicating Radio Beacon o també abreujat "EPIRB") i receptors de Emergency Locator Transmitter (ELT), que s'utilitzen per propòsits de cerca i rescat per l'Air Force Rescue Coordination Center dels Estats Units.

## Designacions dels satèl·lits
Abans de ser llançats, els satèl·lits GOES són designats per lletres (-A, -B, -C...). Un cop un satèl·lit GOES és llançat amb èxit, és redesignat amb un nombre (-1, -2, -3...). Així, del GOES-A al GOES-F esdevé del GOES-1 al GOES-6. Com que el GOES-G va ser un fracàs del llançament, mai va rebre una numeració. Des de llavors, del GOES-H al GOES-P van esdevenir de GOES-7 a GOES-15.
El disseny i fabricació del GOES és supervisat per la NASA, mentre que totes les operacions dels satèl·lits un cop en òrbita ho realitza la NOAA. Les naus GOES han estat fabricades per Boeing (del GOES D-H i del N–P) i Space Systems/Loral (A–C i I–M). Les dues actuals sèries de GOES (I-M i N-P) estan documentats al "GOES I–M Databook Arxivat 2009-03-20 a Wayback Machine." i al "GOES N Series Databook Arxivat 2009-03-13 a Wayback Machine.". La propera sèrie GOES (GOES-R) està sent construït per Lockheed Martin.
El GOES-13 (que va ser designat GOES-N abans de l'òrbita) va ser llançat per un coet Delta IV des del Space Launch Complex 37B al Cape Canaveral Air Force Station a Florida al voltant de les 22:11 GMT del 24 de maig de 2006. El llançament del GOES-O es va endarrerir diverses vegades a causa de diverses qüestions. El GOES-O es va posar en marxa el dissabte 27 de juny de 2009 a les 6:51 p.m. EDT de Cape Canaveral Air Force Station de Florida, concretament al Space Launch Complex 37, també en un coet Delta IV. El satèl·lit GOES-O és part de la sèrie GOES-N, i va ser rebatejat com a GOES-14 una vegada que va arribar amb èxit en òrbita. El GOES-14 està en òrbita d'emmagatzematge, i serà capaç de ser activat per al servei si es dona de baixa un altre satèl·lit GOES. El GOES-P va ser llançat amb èxit el 4 de març de 2010 a les 18:57 EST. Boeing hauria construït i posat en marxa un GOES-Q només si qualsevol GOES-O o GOES-P no es pogués ser lliurat en òrbita en bon estat de funcionament.
A l'octubre de 2006, la NOAA va reubicar el GOES-10 (originalment com a GOES-K) sobre la regió de l'Amazones, per proporcionar a temps complet per a la cobertura dels països de Sud-amèrica. Encara que la NOAA actualment envia imatges a l'Amèrica del Sud, la freqüència baixa de 30 minuts a 3 hores cada vegada que es produeix una tempesta a l'Amèrica del Nord, que és aproximadament el 40% del temps durant la temporada d'huracans. El 2010, la NOAA va assignar el GOES-12 a l'observació de l'Amèrica del Sud, tot i haver gastat el seu combustible i diversos sistemes científics van fallar.
A més, els satèl·lits GOES només s'han equipat amb sensors d'infraroig. Això limita els GOES on els seus sondejos només funciona en àrees lliures de núvols.

## Futur
La sèrie de satèl·lits GOES-R estan en la fase de desenvolupament. El primer satèl·lit de la sèrie GOES-R està programat per al seu llançament l'any fiscal de 2015 i s'espera que romangui operatiu fins al desembre de 2027. El paquet d'instruments proposats per la sèrie inicialment inclou: el Advanced Baseline Imager (ABI); el Hyperspectral Environmental Suite (HES); el Space Environment In-Situ Suite (SEISS), que inclou dos Magnetospheric Particle Sensors (MPS-HI i MPS-LO), un Energetic Heavy Ion Sensor (EHIS), i un Solar and Galactic Proton Sensor (SGPS); el Solar Imaging Suite (SIS), que inclou el Solar Ultraviolet Imager (SUVI), el Solar X-Ray Sensor (XRS), i l'Extreme Ultraviolet Sensor (EUVS); el Geostationary Lightning Mapper (GLM); i el Magnetòmetre.
Al setembre de 2006, el Hyperspectral Environmental Suite (HES) va ser cancel·lat i el nombre previst de satèl·lits es va reduir de 4 a 2 per la NOAA a causa de la preocupació pels excessos de costos. L'horari de lliurament previst es va retardar també per poder reduir els costos. El cost previst és de $7,69 bilions—un augment de $670 milions de l'estimació anterior de $7 bilions.
El contracte per a la construcció dels satèl·lits, així com el sistema de magnetòmetre, el SUVI i el GLM, va ser atorgat a Lockheed Martin. L'encàrrec va ser disputat Arxivat 2011-05-13 a Wayback Machine. per Boeing, que va perdre la licitació; no obstant això, la protesta va ser desestimada posteriorment. L'ABI serà lliurat Arxivat 2011-09-17 a Wayback Machine. per ITT Exelis. El SEISS serà lliurat per Assurance Technology Corporation. El XRS i el EUVS es combinen en la Extreme Ultra Violet and X-Ray Irradiance Sensors (EXIS) Arxivat 2011-12-29 a Wayback Machine. que serà lliurat pel Laboratory for Atmospheric and Space Physics de la Universitat de Colorado.
El contracte per al sistema de terra (incloent el processament de dades) va ser atorgat a un equip dirigit per la divisió de Weather Systems Arxivat 2011-05-11 a Wayback Machine. de Harris Corporation, incloent subcontractes amb Boeing, Atmospheric and Environmental Research (AER), Honeywell, Carr Astronautics, Wyle Laboratories i Ares.

## Història i estat dels satèl·lits GOES

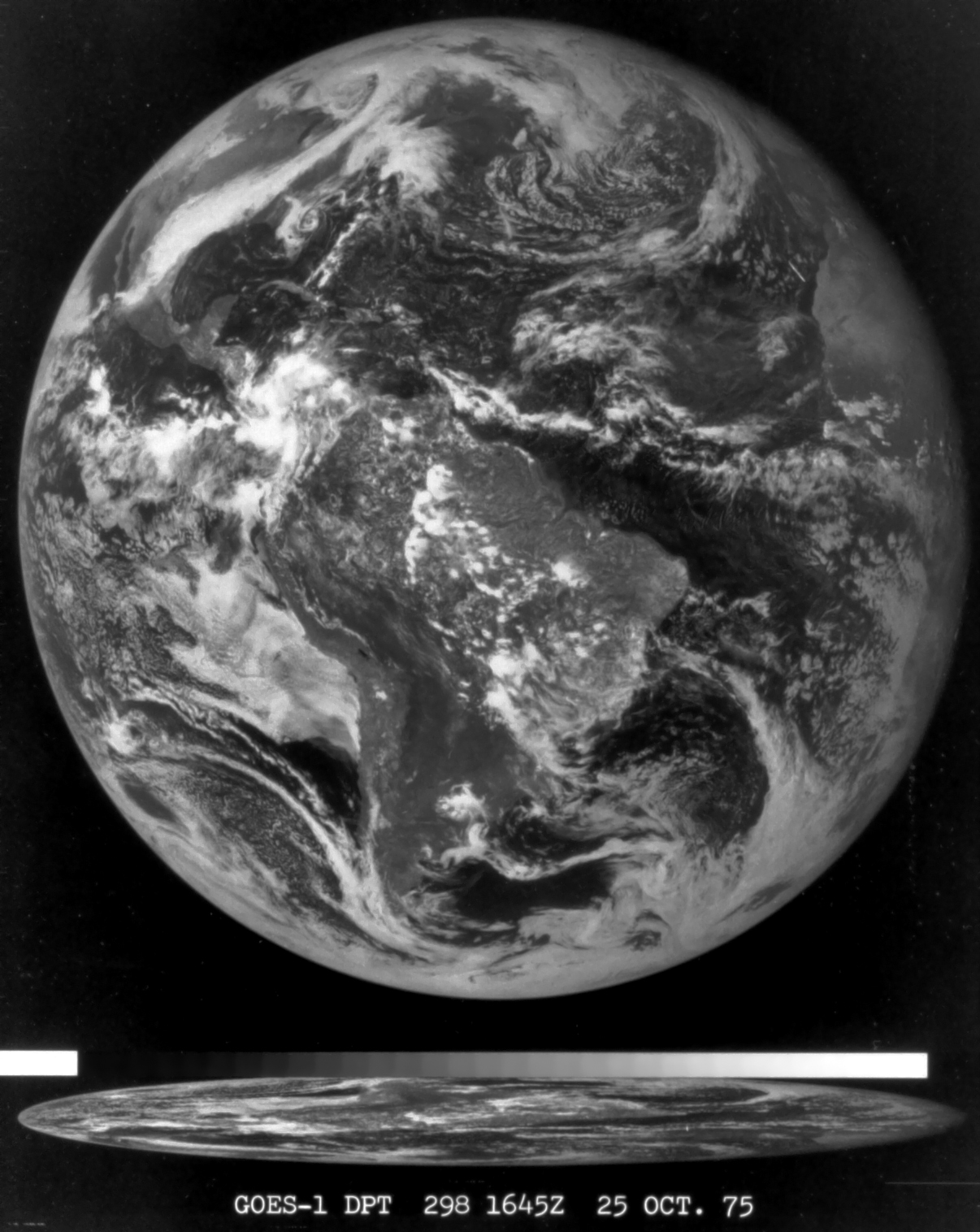
La primera imatge obtinguda del satèl·lit GOES 1, 25 d'octubre de 1975, 16:45 GMT.

- GOES 1, llançat el 16 d'octubre de 1975, donat de baixa
- GOES 2, llançat el 16 de juny de 1977, donat de baixa
- GOES 3, llançat el 16 de juny de 1978, utilitzat com un relé de comunicacions per a l'estació d'investigació del Pol Sud.
- GOES 4, llançat el 9 de setembre de 1980, donat de baixa
- GOES 5, llançat el 22 de maig de 1981, desactivat el 18 de juliol de 1990
- GOES 6, llançat el 28 d'abril de 1983, donat de baixa
- GOES-G, llançat el 3 de maig de 1986, va fallar en orbitar
- GOES 7, llançat el 28 d'abril de 1987, utilitzat com un satèl·lit de comunicacions per a Peacesat Arxivat 2011-10-08 a Wayback Machine.
- GOES 8, llançat el 13 d'abril de 1994, donat de baixa
- GOES 9, llançat el 23 de maig de 1995, donat de baixa el 15 de juny de 2007
- GOES 10, llançat el 25 d'abril de 1997, donat de baixa el 2 de desembre de 2009
- GOES 11, llançat el 3 de maig de 2000, donat de baixa el 16 de desembre de 2011
- GOES 12, llançat el 23 de juliol de 2001, proporcionant la cobertura de l'Amèrica del Sud[3]
- GOES 13, llançat el 24 de maig de 2006, actualment fora de servei
- GOES 14, llançat el 27 de juny de 2009, en operació com a GOES East fins al 24 de setembre de 2012; va començar a anar a la deriva a 75° O l'1 d'octubre de 2012[3]
- GOES 15, llançat el 4 de març de 2010, en operació com a GOES West a partir del 14 de desembre de 2011[3]
- GOES-R, programat per al seu llançament en el 2016
- GOES S, programat per al seu llançament en el 2017